# William Hickey
William Edward Hickey (Brooklyn, 19 de setembro de 1927 - Nova Iorque, 29 de junho de 1997) foi um ator estadunidense, de teatro, cinema e televisão. Ficou conhecido ao atuar no filme A Honra do Poderoso Prizzi de 1985, pelo qual foi indicado ao Oscar de melhor ator coadjuvante e por dublar Dr. Finklestein em O Estranho Mundo de Jack, produzido por Tim Burton em 1993. Morreu aos 69 anos, em 1997, de Enfisema e Bronquite. Também teve participação no filme Um Ratinho Encrenqueiro no mesmo ano em que faleceu, no final do filme há uma dedicatória a sua memória.